# A-Junioren Eredivisie 2019/20
De A-Junioren Eredivisie 2019/20 is de hoogste Nederlandse voetbalcompetitie voor teams met spelers jonger dan 19 jaar die door de KNVB wordt georganiseerd. 
De reguliere competitie is een halve competitie waarin ieder team één keer tegen elk ander team speelt. De acht hoogst geëindigde teams plaatsen zich voor de kampioensgroep om de landstitel. In de kampioenschap wordt een volledige competitie gespeeld, waarin de teams twee keer tegen elkaar spelen.
De onderste zes ploegen spelen een promotie/degradatie competitie met de vier hoogst geëindigde ploegen uit de Eerste Divisie om zes plekken in de Eredivisie 2020/21. 
AFC Ajax is de regerend kampioen en Almere City FC speelt voor het eerst onder de huidige naam in de eredivisie.
De reguliere competitie werd volledig gespeeld. Daarna volgde de kampioenscompetitie, deze werd echter na zes van de veertien speelrondes afgebroken door de KNVB, vanwege de uitbraak van het coronavirus in Nederland, de competitie zal niet meer worden uitgespeeld en er zal geen kampioen aangewezen worden. AZ was na zeven speelrondes de koploper en had ook nog een wedstrijd minder gespeeld dan de nummer twee FC Groningen. Ook de nacompetitie om promotie/degradatie werd niet afgemaakt, er vond daarom ook geen promotie of degradatie plaats.
Geurende het seizoen maakte de KNVB bekend dat deze competitie vanaf het seizoen 2020/2021 vervangen zou worden door een competitie voor onder 18 teams en een voor onder 21 teams. De editie van seizoen 2019/2020 was derhalve de laatste van de landelijke onder 19 competitie. In het seizoen 2024/25 werd de landelijke onder 19 competitie opnieuw ingevoerd, de competitie werd niet meer 'eredivisie'genoemd, maar 'Divisie 1'. 

## Standen
Eindstand reguliere competitie
1. FC Groningen 29
2. PSV 27
3. FC Utrecht 23
4. AFC Ajax 23
5. AZ 22
6. SC Heerenveen 18
7. FC Twente 17
8. Feyenoord 17
9. NAC Breda 16
10. N.E.C. 16
11. ADO Den Haag 14
12. Vitesse 14
13. Sparta Rotterdam 11
14. Almere City FC 8
- Top 8 geplaatst voor kampioensgroep
- De nummers 9 t/m 14 speelden in de nacompetitie tegen degradatie met de top 4 uit de eerste divisie. Deze nacompetitie werd door de coronacrisis niet uitgespeeld en daarom geschrapt en er vond geen promotie en geen degradatie plaats.

Eindstand afgebroken kampioenscompetitie
1. AZ 18
2. FC Groningen 16
3. FC Utrecht 11
4. PSV 9
5. Feyenoord 7
6. Ajax 5
7. sc Heerenveen 4
8. FC Twente 0
- Geen kampioen aangewezen, competitie werd na 7 speelrondes afgebroken